# Lipnița
Lipnița est une commune du județ de Constanța en Roumanie.